# Porites arnaudi
Porites arnaudi is een rifkoralensoort uit de familie van de Poritidae. De wetenschappelijke naam van de soort is voor het eerst geldig gepubliceerd in 2000 door Reyes-Bonilla & Carricart-Ganivet.